# Lockhartia oblongicallosa
Lockhartia oblongicallosa är en orkidéart som beskrevs av Germán Carnevali och Gustavo Adolfo Romero. Lockhartia oblongicallosa ingår i släktet Lockhartia och familjen orkidéer. Inga underarter finns listade i Catalogue of Life.